# Back-Factory
Unter der Marke Back-Factory wird seit 2002 Systemgastronomie im Bereich von Backwaren, kalten und warmen Getränken in Deutschland betrieben. Die Backfactory GmbH mit Sitz in Hamburg war bis zum Verkauf an die Schweizer Valora-Gruppe im Jahr 2021 ein Tochterunternehmen von Harry-Brot, Deutschlands führendem Backwarenhersteller. Filialen von Back-Factory werden sowohl in Eigenregie als auch von Franchise-Partnern geführt.

## Geschichte
Die erste Back-Factory-Filiale wurde 2002 in Bielefeld als Selbstbedienungs-Bäckerei (SB-Bäckerei) vom Bäckermeister und Lebensmitteltechnologen Siegmar Rasche eröffnet. Unter der Leitung von Geschäftsführer Peter Gabler wurde der an der Entwicklung beteiligte Siegmar Rasche dann der erste Franchisenehmer des Konzeptes. 2009 entwickelte das Unternehmen die klassischen SB-Bäckereien zu einem systemgastronomischen Snack-Konzept um. Im Zuge der Repositionierung wurde der Großteil der bestehenden Filialen umgebaut und teilweise vergrößert sowie mit Kaffeestationen und größeren Sitzbereichen ausgestattet. Außerdem wurde das Sortiment von klassischen Backwaren hin zu Snacks weiterentwickelt. 2017 wurden mit Snacks, Kaffee und kalten Getränken über 96 Prozent des Umsatzes erzielt. Die größte Filiale mit 1000 m² Fläche befindet sich seit 2015 in Gelsenkirchen. Nach dem Verkauf an die Schweizer Valora-Gruppe hat diese angekündigt, den Namen Back-Factory aufzugeben und in BackWerk zu überführen.

## Produkte
Den Kern des Sortiments bilden herzhafte und süße Snacks auf Backwarenbasis. Darüber hinaus werden Salate, Kaffee, kalte Getränke und klassische Backwaren angeboten. Über 30 der bei Back-Factory erhältlichen Produkte sind von der DLG prämiert.

## Auszeichnungen
2008 wurde Back-Factory vom Deutschen Franchise-Verband mit dem DFV-Qualitätssiegel ausgezeichnet. 2011, 2014 und 2018 wurde das DFV-Qualitätssiegel erneuert und Back-Factory zudem vom Internationalen Centrum für Franchising und Cooperation (F&C) für eine überdurchschnittlich hohe Zufriedenheit der Franchise-Partner mit dem „F&C Award Gold“ ausgezeichnet.